# Austria na Letnich Igrzyskach Olimpijskich 1976
Austrię na Letnich Igrzyskach Olimpijskich 1976 reprezentowało 60 zawodników.

## Zdobyte medale
| Medal | Zawodnik         | Dyscyplina  | Konkurencja           |
| ----- | ---------------- | ----------- | --------------------- |
| Brąz  | Rudolf Dollinger | Strzelectwo | Pistolet dowolny 50 m |